# Donji Žabar
La municipalidad de Donji Žabar se localiza dentro de la región de Doboj, dentro de la República Srpska, en Bosnia y Herzegovina.

## Localidades
Esta municipalidad de la República Srpska, localizada en Bosnia y Herzegovina se encuentra subdividida en las siguientes localidades a saber:
1. Bok (sector)
2. Čović Polje
3. Donji Žabar
4. Jenjić (sector)
5. Lončari
6. Oštra Luka

## Historia
El municipio de Donji Zabar también fue conocido con el nombre de "Srpsko Orašje" (Српско Орашје). Se formó tras los Acuerdos de Dayton sobre el municipio Orašje, la otra parte de la municipalidad de forma parte de la Federación de Bosnia y Herzegovina. Actualmente se ve a esta municipalidad como un potencial centro turístico.

## Demografía
Si se considera que la superficie total de este municipio es de 49,3 kilómetros cuadrados y su población está compuesta por unas 5.000 personas, se puede estimar que la densidad poblacional de esta municipalidad es de 101 habitantes por cada kilómetro cuadrado de esta división administrativa.